# Margita Abrahámová
Margita „Gita“ Abrahámová (13. listopadu 1933 Moravský Svätý Ján – 12. února 2005 Brno) byla operní pěvkyně se sopránovým hlasem.

## Život
Margita Abrahámová absolvovala hudební vzdělání na bratislavské Vysoké škole múzických umění (VŠMU) u Imre Godina (1907–1979) a Margity Česányiové (1907–1979) a na Janáčkově akademii múzických umění v Brně (JAMU) u Bohumila Sobeského ( 1892–1965). V letech 1958 až 1969 zpívala v Národním divadle v Košicíche a od roku 1969 v Brně. Byla žádaná i jako koncertní zpěvačka. Mezi její známé role patřily Kaťuša ve Vzkříšení Jána Cikkera, Milada v Daliborovi, Libuše, Vendulka v Hubičce, Mařenka v Prodané nevěstě, Jenůfa a Kostelnička v Její pastorkyni. Dále zpívala Toscu, Turandot, Venuši v Tannhäuserovi a Jaroslavnu v Knížeti Igorovi.

## Nahrávky (výběr)
- Bedřich Smetana: Dalibor. Vilém Přibyl, Margita Abrahámová, Pražský rozhlasový sbor a Symfonický orchestr Českého rozhlasu. Dirigent: Jaroslav Krombholc (1918–1983), nahráno 30. září 1977 v Praze, vydáno v roce 1994 na značce Harmonia Mundi OCLC 32690797